# Zbigniew Szlykowicz
Zbigniew Szlykowicz, né le 1er novembre 1943 à Taboryszki, est un joueur polonais de football.

## Biographie
Fidèle parmi les fidèles à l'AJ Auxerre où il est arrivé en 1974 comme de nombreux autres polonais, il exerce depuis le métier d'entraîneur au sein du club. Szlykowicz est appelé couramment « Szlyko ». Il est le père de Johnny Szlykowicz.

## Clubs successifs
- 1957-1964 : Sokół Ostróda ( Pologne)
- 1964-1968 : Warmia Olsztyn ( Pologne)
- 1968-1974 : Zagłębie Wałbrzych ( Pologne)
- 1974-1978 : AJ Auxerre ( France)
- 1978-1981 : AS Beaune ( France)